# Oyaki

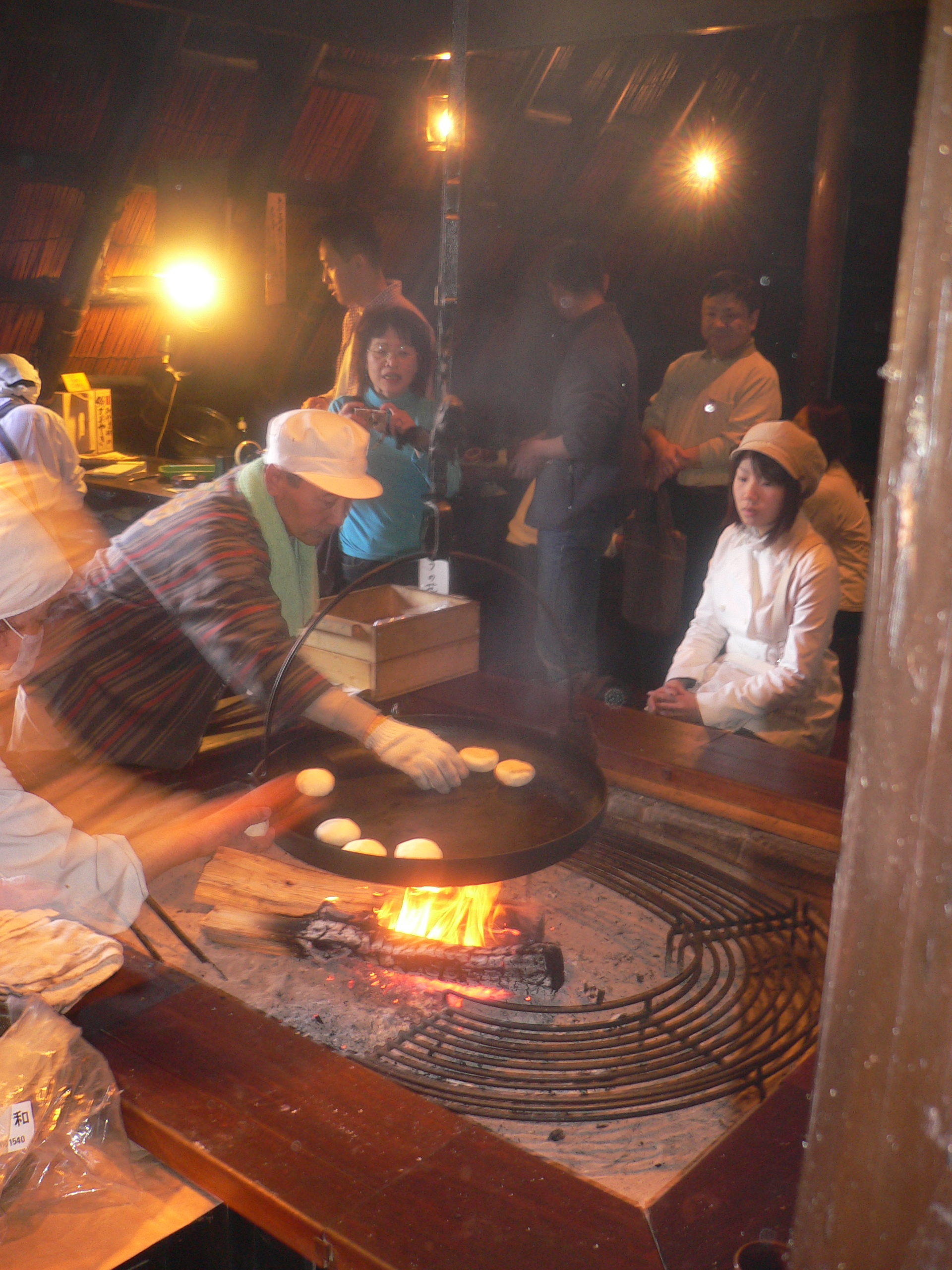
Oyaki

Oyaki (jap. お焼き, おやき, deutsch „Gebäck“) ist ein japanisches rundes Gebäck, welches auf einer eisernen Platte mit runden Einbuchtungen gebraten und herzhaft mit Gemüse oder süß mit Anko oder Vanille-Creme (Custardcreme) gefüllt wird.
Anders als Taiyaki findet man Oyaki auch oft in Supermärkten, so dass man das Gebäck zu Haus nur noch aufwärmen muss.
Eine ähnliche Speise ist das Taiyaki oder das Imagawayaki.